# Dochteronderneming
Een dochteronderneming, ook wel dochtermaatschappij of kortweg dochter genoemd, is een onderneming die geheel of gedeeltelijk eigendom is van een andere onderneming. Die laatste onderneming heet in dit verband de moedermaatschappij of kortweg moeder.
Voor een kapitaalvennootschap als bijvoorbeeld een bv of een nv moet de moeder de meerderheid van de stemrechten in de dochter in bezit hebben. Dit gebeurt veelal in de hoedanigheid van meerderheidsaandeelhouder.
Om wettelijk te worden gezien als dochter moet de moederonderneming zeggenschap hebben in de dochter. In art. 2:24a lid 1 BW staat dat een onderneming een dochteronderneming is als de moeder meer dan de helft van de stemmen in de AVA heeft of meer dan de helft van de bestuurders en/of commissarissen kan benoemen of ontslaan.
Een groep ondernemingen die onderling relaties hebben als moederondernemingen en dochterondernemingen wordt een concern genoemd. Voor de buitenwereld en ook voor sommige gedeelten van de wetgeving wordt dit gezien als één onderneming. De jaarrekening van een dochteronderneming wordt meestal in de geconsolideerde jaarrekening van de moedermaatschappij opgenomen.